# Soiernspitze
De Soiernspitze is een 2257 meter hoge bergtop in de Soierngroep van het Karwendelgebergte in het Duitse Beieren. Daarmee is het de hoogste bergtop in deze zijketen van de Karwendel. De bergtop ligt een tiental kilometers ten noordwesten van Mittenwald, dicht tegen de Oostenrijkse grens aan. De top is vanuit het Seinsbachtal of vanaf de Soiernhäuser aan de Soiernsee met een gemakkelijke bergtocht te bereiken. De kamroute naar de Schöttelkarspitze vereist echter enige stabiliteit van de bergwandelaars.